# Pahokee, Florida
Pahokee är en stad (city) i Palm Beach County, i delstaten Florida, USA. Enligt United States Census Bureau har staden en folkmängd på 5 712 invånare (2011) och en landarea på 14,4 km².